# Amphoe Phu Sing
Amphoe Phu Sing (Thai อำเภอ ภูสิงห์) ist ein Landkreis (Amphoe – Verwaltungs-Distrikt) im Südwesten der Provinz Si Sa Ket. Die Provinz Si Sa Ket liegt in der Nordostregion von Thailand, dem so genannten Isan. 

## Geographie
Amphoe Phu Sing grenzt an die folgenden Distrikte (von Westen im Uhrzeigersinn): an Amphoe Buachet der Surin Provinz, sowie an die Amphoe Khukhan und Khun Han in der Provinz Si Sa Ket. Nach Süden liegt die Provinz Oddar Meanchey von Kambodscha.

## Geschichte
Phu Sing wurde am 1. April 1991 zunächst als „Zweigkreis“ (King Amphoe) eingerichtet, indem die sechs Tambon Khok Tan, Huai Ta Mon, Huai Tuekchu, Lalom, Takhian Ram und Dong Rak vom Amphoe Khukhan abgetrennt wurden.
Am 8. September 1995 wurde er zum Amphoe heraufgestuft.

## Verwaltung

### Provinzverwaltung
Der Landkreis Phu Sing ist in sieben Tambon („Unterbezirke“ oder „Gemeinden“) eingeteilt, die sich weiter in 86 Muban („Dörfer“) unterteilen.
| Nr. | Name            | Thai      | Muban | Einw.  |
| --- | --------------- | --------- | ----- | ------ |
| 1.  | Khok Tan        | โคกตาล    | 13    | 07.562 |
| 2.  | Huai Ta Mon     | ห้วยตามอญ  | 10    | 06.274 |
| 3.  | Huai Tuekchu    | ห้วยตึ๊กชู    | 18    | 11.889 |
| 4.  | La Lom          | ละลม      | 13    | 07.687 |
| 5.  | Takhian Ram     | ตะเคียนราม | 14    | 06.199 |
| 6.  | Dong Rak        | ดงรัก      | 08    | 05.997 |
| 7.  | Phrai Phatthana | ไพรพัฒนา   | 10    | 07.107 |

### Lokalverwaltung
Es gibt sieben „Tambon-Verwaltungsorganisationen“ (องค์การบริหารส่วนตำบล – Tambon Administrative Organizations, TAO) im Landkreis:
- Khok Tan (Thai: องค์การบริหารส่วนตำบลโคกตาล)
- Huai Ta Mon (Thai: องค์การบริหารส่วนตำบลห้วยตามอญ)
- Huai Tuekchu (Thai: องค์การบริหารส่วนตำบลห้วยตึ๊กชู)
- La Lom (Thai: องค์การบริหารส่วนตำบลละลม)
- Takhian Ram (Thai: องค์การบริหารส่วนตำบลตะเคียนราม)
- Dong Rak (Thai: องค์การบริหารส่วนตำบลดงรัก)
- Phrai Phatthana (Thai: องค์การบริหารส่วนตำบลไพรพัฒนา)